# Azy-le-Vif
Pour les articles homonymes, voir Azy.
Azy-le-Vif est une commune française située dans le département de la Nièvre, en région Bourgogne-Franche-Comté.

## Géographie

### Climat
Pour des articles plus généraux, voir Climat de la Bourgogne-Franche-Comté et Climat de la Nièvre.
En 2010, le climat de la commune est de type climat océanique dégradé des plaines du Centre et du Nord, selon une étude du Centre national de la recherche scientifique s'appuyant sur une série de données couvrant la période 1971-2000. En 2020, Météo-France publie une typologie des climats de la France métropolitaine dans laquelle la commune est exposée à un climat océanique altéré et est dans la région climatique Centre et contreforts nord du Massif Central, caractérisée par un air sec en été et un bon ensoleillement.
Pour la période 1971-2000, la température annuelle moyenne est de 11,2 °C, avec une amplitude thermique annuelle de 16,3 °C. Le cumul annuel moyen de précipitations est de 819 mm, avec 11,4 jours de précipitations en janvier et 7,4 jours en juillet. Pour la période 1991-2020, la température moyenne annuelle observée sur la station météorologique de Météo-France la plus proche, « Lurcy-Lévis Sa », sur la commune de Lurcy-Lévis à 23 km à vol d'oiseau, est de 11,4 °C et le cumul annuel moyen de précipitations est de 717,2 mm. 
La température maximale relevée sur cette station est de 41,2 °C, atteinte le 25 juillet 2019 ; la température minimale est de −13,6 °C, atteinte le 7 février 1991,,.
Les paramètres climatiques de la commune ont été estimés pour le milieu du siècle (2041-2070) selon différents scénarios d'émission de gaz à effet de serre à partir des nouvelles projections climatiques de référence DRIAS-2020. Ils sont consultables sur un site dédié publié par Météo-France en novembre 2022.

## Urbanisme

### Typologie
Au 1er janvier 2024, Azy-le-Vif est catégorisée commune rurale à habitat très dispersé, selon la nouvelle grille communale de densité à sept niveaux définie par l'Insee en 2022.
Elle est située hors unité urbaine. Par ailleurs la commune fait partie de l'aire d'attraction de Nevers, dont elle est une commune de la couronne,. Cette aire, qui regroupe 93 communes, est catégorisée dans les aires de 50 000 à moins de 200 000 habitants,.

### Occupation des sols
L'occupation des sols de la commune, telle qu'elle ressort de la base de données européenne d’occupation biophysique des sols Corine Land Cover (CLC), est marquée par l'importance des forêts et milieux semi-naturels (61,2 % en 2018), une proportion sensiblement équivalente à celle de 1990 (61,3 %). La répartition détaillée en 2018 est la suivante : forêts (60,5 %), prairies (29,7 %), zones agricoles hétérogènes (7,6 %), terres arables (1,5 %), milieux à végétation arbustive et/ou herbacée (0,7 %). L'évolution de l’occupation des sols de la commune et de ses infrastructures peut être observée sur les différentes représentations cartographiques du territoire : la carte de Cassini (XVIIIe siècle), la carte d'état-major (1820-1866) et les cartes ou photos aériennes de l'IGN pour la période actuelle (1950 à aujourd'hui).

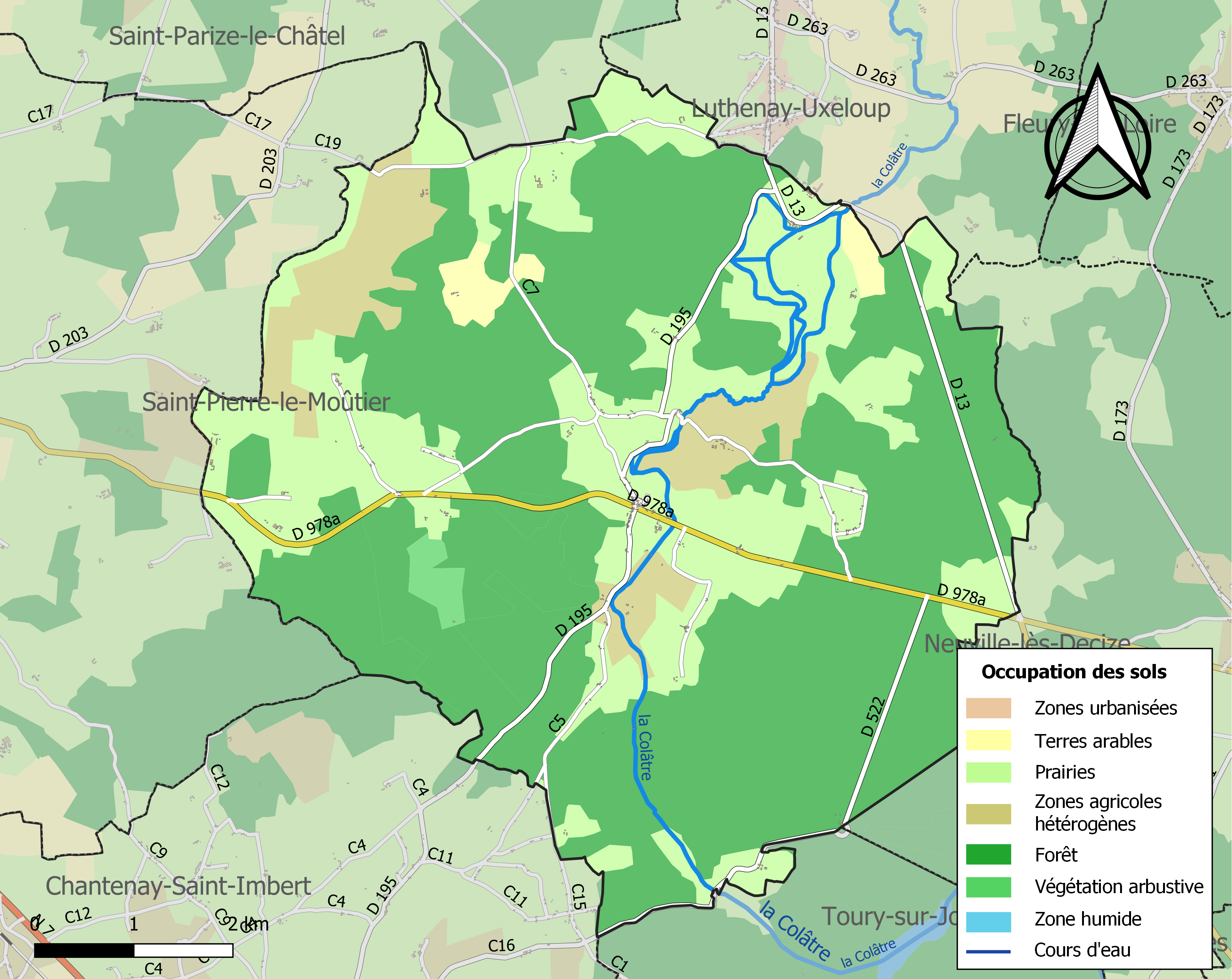
Carte des infrastructures et de l'occupation des sols de la commune en 2018 (CLC).

## Histoire
En 1161, Bernard de Saint-Saulge, évêque de Nevers, cite l'église de « Azeiaco » (Azy-le-Vif), comme dépendant de l'abbaye de Saint-Martin d'Autun. En 1164, le pape Alexandre III, alors réfugié en France, confirme par une bulle la possession de la cure au bénéfice de cette abbaye.

## Politique et administration
| Période                                  | Période  | Identité        | Étiquette | Qualité  |
| ---------------------------------------- | -------- | --------------- | --------- | -------- |
| mars 2008                                | 2014     | Jean-Luc Lorbat |           |          |
| mars 2014                                | En cours | Didier Renard   | SE        | Retraité |
| Les données manquantes sont à compléter. |          |                 |           |          |

## Démographie
L'évolution du nombre d'habitants est connue à travers les recensements de la population effectués dans la commune depuis 1793. Pour les communes de moins de 10 000 habitants, une enquête de recensement portant sur toute la population est réalisée tous les cinq ans, les populations de référence des années intermédiaires étant quant à elles estimées par interpolation ou extrapolation. Pour la commune, le premier recensement exhaustif entrant dans le cadre du nouveau dispositif a été réalisé en 2008.

En 2022, la commune comptait 195 habitants, en évolution de −5,8 % par rapport à 2016 (Nièvre : −3,28 %, France hors Mayotte : +2,11 %).
| 1793 | 1800 | 1806 | 1821 | 1831 | 1836 | 1841 | 1846 | 1851 |
| ---- | ---- | ---- | ---- | ---- | ---- | ---- | ---- | ---- |
| 590  | 470  | 543  | 642  | 750  | 740  | 730  | 770  | 805  |

| 1856 | 1861 | 1866 | 1872 | 1876 | 1881 | 1886 | 1891 | 1896 |
| ---- | ---- | ---- | ---- | ---- | ---- | ---- | ---- | ---- |
| 810  | 884  | 870  | 848  | 908  | 860  | 978  | 833  | 769  |

| 1901 | 1906 | 1911 | 1921 | 1926 | 1931 | 1936 | 1946 | 1954 |
| ---- | ---- | ---- | ---- | ---- | ---- | ---- | ---- | ---- |
| 770  | 726  | 650  | 550  | 529  | 502  | 464  | 470  | 402  |

| 1962 | 1968 | 1975 | 1982 | 1990 | 1999 | 2006 | 2008 | 2013 |
| ---- | ---- | ---- | ---- | ---- | ---- | ---- | ---- | ---- |
| 397  | 332  | 253  | 256  | 227  | 227  | 226  | 226  | 217  |

| 2018 | 2022 | - | - | - | - | - | - | - |
| ---- | ---- | - | - | - | - | - | - | - |
| 204  | 195  | - | - | - | - | - | - | - |

## Culture locale et patrimoine

### Lieux et monuments
- Haut fourneau de Parenche. Ancienne usine métallurgique des XVIIIe siècle et XIXe siècle. Elle est occupée aujourd'hui par une ferme[19].
- Enceinte des Bruyères-Barbier[20], dans la forêt de Chabet, à proximité de la route qui mène d'Azy-le-Vif à Saint-Pierre-le-Moûtier. Elle est signalée comme « oppidum » sur les cartes IGN, et comme « camp romain » sur le site de l'Office de Tourisme de Saint-Pierre Magny-Cours. La plate-forme est de forme ovale et mesure 65 mètres de long et 54 mètres de large à sa base. Elle est entourée par un premier fossé large de 15 mètres et profond de 8, puis par un talus haut de 1 mètre, et enfin par un second fossé large de 8 mètres et profond de 1 à 2 mètres par rapport au niveau du sol environnant. À l'intérieur, la plate-forme est bordée par un talus qui supportait vraisemblablement la palissade. On peut imaginer que cette plate-forme était occupée par la résidence d'un seigneur dont les archives ne nous ont laissé aucune trace.

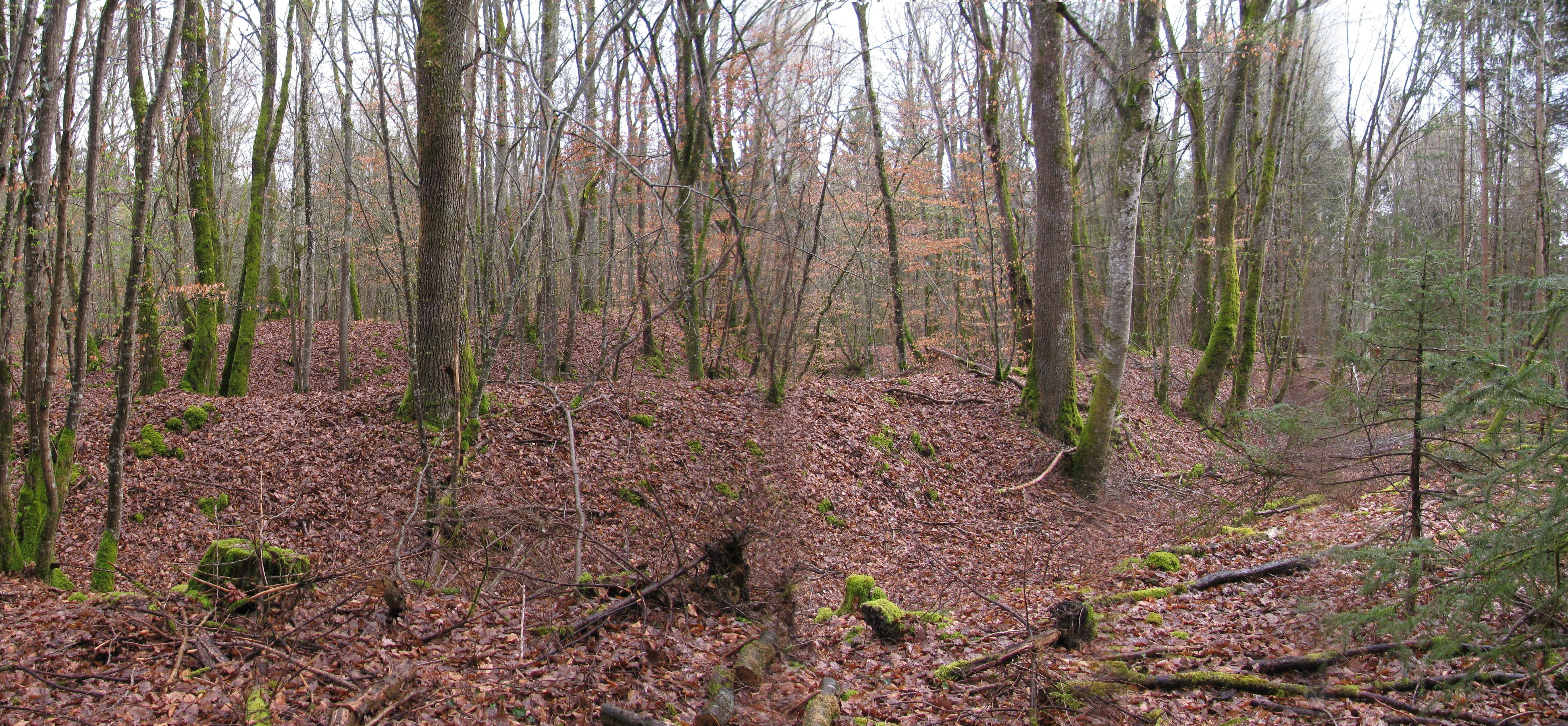
L'enceinte fortifiée.